# أليسا جورج
أليسا جورج (بالإنجليزية: Alyssa George)‏ هي متسابقة ملكة الجمال أمريكية، ولدت في 1985 في منيابولس في الولايات المتحدة.